# Демосфен Тампакос
Демосфен Тампакос (грец. Δημοσθένης Ταμπάκος, * 12 листопада 1976, Салоніки) — грецький спортсмен, гімнаст, олімпійський чемпіон.

## Спортивні досягнення
На Літніх Олімпійських іграх 2000 року в Сіднеї виборов срібло у вправах на кільцях.
Чемпіон світу зі спортивної гімнастики 2003 року.
На Олімпіаді 2004 в Афінах виборов золото у вправах на кільцях, набравши 9.862 балів, випередивши болгарськогос портсмена Йордана Йовчева (результат 9,850) на 0,01 бала. Після цього олімпійська збірна Болгарії виступила із протестом, а у ЗМІ довгий час звинувачували грецьких суддів за упередженість та завищення балів спортсмену-співвітчизнику.